# ني فيلاديلفيا (ثيسالونيكي)
ني فيلاديلفيا (Νέα Φιλαδέλφεια) هي مدينة في ثيسالونيكي في مقاطعة فوريا إلادا في اليونان.